# 賴賢宗
賴賢宗（1962年6月29日—），臺灣學者，臺灣大學哲學系博士，德國慕尼黑大學哲學博士。曾任教於臺灣藝術大學、佛光大學、華梵大學、輔仁大學等校，慕尼黑大學東亞學院約聘教師，曾任《國際佛學研究》雜誌編輯、《思與言》雜誌總主編、《新陸詩刊》海外通訊員、台北市丹道文化研究會理事長，舉辦過個人畫展，為笠詩社同仁。現任國立臺北大學中文系教授。專長領域為佛教哲學、新儒家哲學、美學、比較哲學，早年亦出版詩集。
賴賢宗於1982年在懺雲法師座下皈依佛教，1983年從聖嚴法師在農禪寺打禪七，後除了修持淨土和禪，也出入密宗、瑜珈、丹道，及基督教的靈修，同時注重理論與實修。1994年入德國慕尼黑大學隨布鲁克及劳伯學習佛教哲學，指導教授為佛申庫。

## 著作

### 論述
- 《康德、費希特和青年黑格爾論倫理神學》（臺北：桂冠圖書公司，1998）
- 《體用與心性：當代新儒家哲學新論》（臺北：臺灣學生書局，2001）
- 《意境美學與詮釋學》（臺北：國立歷史博物館，2003）；簡體版（北京：北京大學出版社，2008）
- 《佛教詮釋學》（臺北：新文豐出版公司，2003）；簡體版（北京：北京大學出版社，2009）
- 《意境與抽象：東西跨文化溝通中的藝術評論》（臺北：洪葉文化公司，2004）
- 《當代佛學與傳統佛學》（臺北：新文豐出版公司，2005）
- 《如來藏說與唯識思想的交涉》（臺北：新文豐出版公司，2005；簡體字版，北京：九州出版社，2012）
- 《道家禪宗與海德格的交涉》（臺北：新文豐出版公司，200807）（ISBNː 978-957-17-2075-3）
- 《典範交疊的異采：跨文化溝通中的藝術評論》（臺北：洪葉文化公司，2007）
- 《海德格與道家禪宗的跨文化溝通》（北京：宗教文化出版社，2007）
- 《道家禪宗、海德格與當代藝術》（臺北：洪葉文化公司，2007）
- 《儒家詮釋學》（北京：北京大學出版社，2009）
- 《道家詮釋學》（北京：北京大學出版社，2009）
- 《生命之鏡：藝術欣賞之道》（臺北：麗文文化事業公司，2010）
- 《天台佛教的解脫詮釋學》（臺北：新文豐出版公司，2010）
- 賴賢宗、張瑋儀：《文本與詮釋：人文傳統極其當代詮釋》（臺北：麗文文化事業公司，2010）
- 賴賢宗、蕭進銘（編著）：《臺灣的仙道信仰與丹道文化》（新北：博揚文化，2010）
- 《茶禪心月：茶道新詮及其開拓》（北京：金城出版社，2012）
- 《禪思想與禪美學》（臺北：新文豐出版公司，2016）
- 《實踐與詮釋：費希特、黑格爾與詮釋學論康德倫理學》（北京：人民出版社，2017）

### 詩
- 《雲蕉集》（臺北：詩之華出版社，1994）
- 《悄然生姿：賴賢宗留歐詩集》（自印，2001）
- 《心靈深戲》（自印，2001）
- 《淳美集》（自印，2004）
- 《悄然生姿：賴賢宗1994年至1998年留歐詩稿》（臺北：新視野圖書出版有限公司，2007）
- 《月蝕：賴賢宗1998-2003詩集》（臺北：麗文文化，2010）

### 翻譯
- Avtik. Anandamitra Ac.著，沈鳳財、賴賢宗譯：《超越心靈的奧秘》（臺北：阿南達瑪迦出版部，1997）

## 外部連結
- 賴賢宗哲學宗教藝術雅集 （页面存档备份，存于）
- 東西哲學與詮釋學 （页面存档备份，存于）
- 赖贤宗_新浪博客 （页面存档备份，存于）